# E.J. Speed
E.J. Speed (Fort Worth, Texas, 1 de junio de 1995) es un jugador profesional estadounidense de fútbol americano que se desempeña en la posición de linebacker en Indianapolis Colts, equipo de la National Football League (NFL).

## Carrera
Fue seleccionado en la quinta ronda en la Reunión Anual de Selección de Jugadores de la NFL de 2019. Hizo su debut profesional con el equipo Indianapolis Colts, donde lleva jugando cinco temporadas.